# برنامه‌های به‌سازی آینده فناوری هواپیما
برنامه‌های به‌سازی آیندهٔ فناوری هواپیما (به انگلیسی: Future Aircraft Technology Enhancements) (اف‌اِی‌تی‌ای FATE به معنی سرنوشت)، برنامه‌ای به منظور ایجاد و توسعهٔ فناوری‌های تازه در فنون پرواز است. این پروژه توسط آزمایشگاه تحقیقات نیروی هوایی (ایالات متحده آمریکا) (اِی‌اف‌آرال AFRL) و سازمان پروژه‌های تحقیقاتی پیشرفتهٔ دفاعی آمریکا (دارپا DARPA) اجرا می‌شود. طراحی هواپیماهای ایکس ۳۹ برای استفادهٔ (اف‌اِی‌تی‌ای FATE) توسط نیروی هوایی ایالات متحده اختصاص بافته است.